# São José de Espinharas
São José de Espinharas este un oraș în Paraíba (PB), Brazilia.